# Дисенхофен (округ)
Дисенхофен (нем. Bezirk Diessenhofen) — бывший округ в Швейцарии. Центр округа — город Дисенхофен.
Округ входил в кантон Тургау. Занимал площадь 41,2 км². Население 6411 чел. Официальный код — 2003.
Существовал до конца 2010 года. 1 января 2011 года округ был упразднён, входившие в его состав коммуны перешли в состав округа Фрауэнфельд.

## Коммуны округа
| Герб                  | Коммуна               | Население (2005) | Площадь км² | Официальный код |
| --------------------- | --------------------- | ---------------- | ----------- | --------------- |
| Базадинген-Шлаттинген | Базадинген-Шлаттинген | 1664             | 15,7        | 4536            |
| Диссенхофен           | Диссенхофен           | 3222             | 10,0        | 4545            |
| Шлат                  | Шлат                  | 1525             | 15,5        | 4546            |
|                       | Итого (3)             | 6411             | 41,2        | 2003            |